# Heraldo de Vivero
L'Heraldo de Vivero és un setmanari gallec que es publica a la ciutat de Viveiro, a la província de Lugo. El seu primer número va aparèixer el 17 de febrer de 1912.
Degut a la guerra civil espanyola va deixar de publicar-se el 1937, tot i que va tornar al mercat entre 1963 i 1966. El 1968, dirigit per José Trapero Pardo, va tornar a publicar-se amb periodicitat setmanal.